# 藤原高堪
藤原 高堪（ふじわら の たかかつ、生年不詳 - 承平2年（932年）10月）は、平安時代前期から中期にかけての貴族。藤原式家、中納言・藤原吉野の曾孫、無官位・藤原後世の子。官位は従四位下・右京大夫。

## 経歴
醍醐朝の中盤に肥前守を、後半に右衛門権佐を務める。朱雀朝初頭の延長9年（931年）従四位下・右少弁にあり、翌承平2年（932年）正月に近江守に任ぜられるが、同年10月に在職中のまま卒去。11月に後任の近江守として伴保平が任ぜられている。

## 官歴
- 延喜11年（911年） 8月26日：見肥前守[2]
- 延長元年（923年）頃：見右衛門権佐[3]
- 延長9年（931年） 正月26日：見従四位下[4]。3月4日：見右少弁？[4]
- 承平2年（932年） 正月：近江守[5]。10月：卒去[5]

その他、時期は不明ながら左近衛少将・右京大夫を務めた。

## 系譜
『尊卑分脈』による。
- 父：藤原後世
- 母：橘最雄の娘
- 生母不詳の子女
  - 男子：藤原公方
  - 男子：藤原公康
  - 男子：藤原公将